# Phare de Fruholmen
Le phare de Fruholmen (en norvégien : Fruholmen fyr) est un  phare côtier situé sur un îlot au large de l'île d'Ingøya, dans la commune de Måsøy, dans le comté de Finnmark (Norvège).
Il est géré par l'administration côtière norvégienne (en norvégien : Kystverket).

## Histoire
Le premier phare a été construit en 1864 et 1866 et mis en service le 25 août 1866 sur un îlot au nord d'Ingøya. C'est le premier des trois principaux phares qui guident les navires autour du Cap Nord dans la mer de Barents et le plus au nord de l'Europe.
Ce phare en fonte mesurait 33 mètres de haut. À l'origine, la lumière était alimentée à l'huile grasse, et à partir de 1875  au kérosène. Il fut le seul phare du Finnmark à ne pas être occupé par les Allemands pendant la Seconde Guerre mondiale. En novembre 1944, les quatre familles de gardiens furent obligées d'évacuer le phare avant sa destruction par bombardement.
Un nouveau phare a été construit après la guerre et a été allumé en 1949. Il était alimenté par des générateurs diesel. En 1963, il a été alimenté par un câble électrique sous-marin. En 1973, le phare a été géré avec seulement deux hommes de service et la résidence familiale du phare a été abandonnée. Le phare de Fruholmen a été automatisé en 1986 et privatisé en 2006. Il est équipé d'un Radar Racon émettant la lettre 0.

## Description
Le phare  est une tour cylindrique en béton de 18 mètres de haut, avec une galerie et une lanterne. Le phare est peint en blanc et la lanterne est rouge. Il émet, à une hauteur focale de 48 mètres, un éclat blanc toutes les 20 secondes. Sa portée nominale est de 19 milles nautiques (environ 35 km).
Identifiant : ARLHS : NOR-088 ; NF-9345 - Amirauté : L3962 - NGA : 14092 .
|           |
| Fruholmen |

### Lien connexe
- Liste des phares de Norvège